# 及部保雄
及部 保雄（およべ やすお）は、日本のアニメ演出家。

## 主な作品

### テレビアニメ
- 海賊王子（1966年） - 演出助手
- 魔法使いサリー（1966年 - 1968年）
- 佐武と市捕物控（1968年 - 1969年） - 演出助手
- タイガーマスク（1969年 - 1971年）
- デビルマン（1972年 - 1973年）
- 機甲艦隊ダイラガーXV（1982年 - 1983年） - 企画
- 光速電神アルベガス（1983年 - 1984年） - 企画

### 劇場アニメ
- アンデルセン物語（1968年） - 演出助手
- 長靴をはいた猫（1969年） - 演出助手
- ながぐつ三銃士（1972年） - 演出助手